# 博爾韋德湖
52°34′08″N 9°07′04″E / 52.568812°N 9.117794°E
博爾韋德湖（德語：Bollwerder See），是德國的湖泊，位於該國西北部，由下薩克森州負責管轄，處於寧堡縣，長0.4公里、寬0.15公里，面積0.03平方公里，該湖泊用作游泳用途。